# Robert Black (remero)
Robert Black (25 de septiembre de 1995) es un deportista australiano que compitió en remo. Ganó una medalla de plata en el Campeonato Mundial de Remo de 2018, en la prueba de ocho con timonel.

## Palmarés internacional
| Campeonato Mundial | Campeonato Mundial | Campeonato Mundial | Campeonato Mundial |
| Año                | Lugar              | Medalla            | Prueba             |
| ------------------ | ------------------ | ------------------ | ------------------ |
| 2018               | Plovdiv (Bulgaria) | Medalla de plata   | Ocho con timonel   |